# Krutscheid
Die Ortslage Krutscheid (auch in der Schreibweise Krudtscheid, Krutscheidt und Krudtscheidt) im Wuppertaler Stadtbezirk Vohwinkel geht auf den ehemaligen Krutscheider Hof zurück. Die Hofbezeichnung "Krut" entspricht dem hochdeutschen Wort Kraut und Scheid bedeutet Grenze bzw. Wasserscheide.

## Geschichte
Als dem Stift Gerresheim abgabepflichtiger Hof wurde er erstmals 1218/31 erwähnt (als „Kruitzit“, „Crutscede“).
Zur Krutscheider Rebellion kam es 1545 als Bauern der Krutscheider Höfe sich gegen den Bergischen Herzog erhoben, nachdem 1542 im Kampf gegen die Türken eingeführte Türkensteuer ihre Missgunst auslöste. Auslöser der Rebellion waren die unklaren Zugehörigkeitsverhältnisse der Krutscheider Höfe, die zu einem Herzogtum Berg – zum anderen dem Erzstift Köln (das keine Türkensteuer erhob) rechneten. Der Konflikt endete wahrscheinlich mit einem Kompromiss; Akten über die Beilegung der Rebellion sind verschollen.
Die Hofanlage ist zwischen 1892 und 1907 abgegangen, als man die Trasse der Bahnstrecke Düsseldorf–Elberfeld verbreiterte und auf dem Gelände den nun ehemaligen Rangierbahnhof Vohwinkel angelegte.
Der Krutscheider Weg, der zu der Siedlung Am Osterholz gehört, wurde am 20. Juli 1981 nach dieser Ortslage benannt. Ebenfalls trägt der Krudtscheider Bach und das Naturschutzgebiet Krutscheid seinen Namen nach dem Hof.